# IPTC-IIM-Standard
Der IPTC-IIM-Standard (oft kurz nur IPTC) ist ein Datenformat zur Speicherung von Metadaten in Bilddateien (z. B. in JPEG- oder TIFF-Dateien). Es wurde 1991 als Information Interchange Model (IIM) definiert. Informationen – sowohl Text als auch Datums- und Zahlenwerte – werden in einem durch diesen Standard definierten Format in einem speziellen Bereich der Datei abgelegt.

## Hintergrund und Historie
Der IPTC-IIM-Standard wurde vom International Press Telecommunications Council (IPTC) zusammen mit der Newspaper Association of America (NAA) entwickelt und ist grundsätzlich für alle Arten von Medien, also Text, Fotos, Grafiken, Audio oder Video geeignet. Der Standard definiert zwei Aspekte von Metadaten: einerseits eine Liste von Feldern und deren Bedeutung, andererseits ein technisches Format zur Speicherung dieser Felder mit den eingegebenen Werten.
Der Standard erlaubt es, Urheberrechtsvermerke, den Namen des Erstellers, eine Überschrift oder Stich-/Schlagwörter anzugeben und direkt in der Bilddatei zu speichern. Diese Art der Speicherung von Metadaten ist in Bildagenturen und Bildarchiven sehr verbreitet. Mit geeigneten Programmen (im professionellen Rahmen meist Bilddatenbanken) lassen sich derart angereicherte Dateien einfach nach bestimmten Eingaben oder Stichwörtern durchsuchen. So kann die Verwaltung, Pflege und Nutzung großer Bildarchive vereinfacht werden.
Ab 2003 ist neben die Speicherung im technischen Format des IPTC-IIM-Standards die Speicherung im XMP-Format (Extensible Metadata Platform) getreten, dabei sind allerdings die im IPTC-IIM-Standard definierten Felder mit ihrer Bedeutung erhalten geblieben. Das ist im IPTC-Core-Photo-Metadata-Standard seit 2004 definiert. Produkte unterstützen sowohl die Speicherung im Format des IPTC-IIM-Standards als auch im XMP-Format. Einige Produkte führen darüber hinaus eine Synchronisierung der Metadatenwerte zwischen den beiden Formaten durch, dazu gibt es eine umfassende Anleitung (Guideline) der Metadata Working Group.
Nachdem die Version 1 des IIM im Jahre 1991 verabschiedet wurde, ist das Modell weiterentwickelt worden. Mit dem Aufkommen neuer Technologien zur Datendarstellung – insbesondere XML – wurde die Entwicklung des IIM im Jahre 1997 eingefroren. Nur eine geringfügige Änderung wurde im Jahre 2014 übernommen. Die jüngste Version ist 4.2.

## Verwendung
Als der Standard erstmals im Jahre 1991 verabschiedet wurde, hatte die Spezifikation eine Standardisierung der Datenübertragung in der Journalismus-Branche zum Ziel. Jedoch, das erste Produkt, welches das IIM implementierte, war im Jahre 1994 Adobes „Photoshop“ – ein Bildbearbeitungsprogramm, kein Nachrichten-Transfer-Programm. In den Folgejahren haben weitere Bildbearbeitungs- und Bildverwaltungs-Programme den Standard implementiert. In einer IPTC-Liste von Programmen, die IIM und IPTC Core unterstützen, befinden sich überwiegend Produkte, die sich der Bildbearbeitung und -verwaltung widmen; lediglich einige Produkte aus dem Hause Adobe zur Bearbeitung multimedialer Daten nutzen den Standard für andere Datentypen; IIM wird nun als ein „Foto-Metadaten-Standard“ bezeichnet. Nur noch wenige Nachrichtenagenturen benutzen IIM zum Austausch von Text-Nachrichten; eine „Hochburg“ der IIM-Anwendung ist immer noch die Fotografie: Seitdem Adobe vor mehr als 10 Jahren IIM zum Hinzufügen von Metadaten zu Fotos in Photoshop implementiert hat und diese Technologie von vielen Software-Herstellern implementiert worden ist, binden Millionen von Fotos IIM-Felder ein und mehrere Dutzend Computerprogramme unterstützen IIM.
Im August 2014 untersuchte der IPTC 19 Softwareprodukte zur Bildbearbeitung und -verwaltung aus dem Low-Budget- (< 150 US-$/€/£) und Freeware-Segment auf ihre Fähigkeiten, IPTC-Daten zu schreiben oder zu lesen. Der Test widmete sich ausschließlich vier Feldern, die der Wahrung von Urheberrechten dienen: Ersteller (Fotograf), Urheberrechtsvermerk, „Nutzungsbedingungen“ (= „Rights Usage Terms“, kein IIM-Feld, sondern ein Feld aus dem jüngeren IPTC-Core-Standard) und Erstellungsdatum. Die Ergebnisse fielen unterschiedlich aus: Die Spanne reicht von „Alle Felder sind zum Schreiben und Lesen verfügbar“ bis „Urheberrechtsvermerk und Nutzungsbedingungen sind nicht verfügbar“.
Oftmals reicht es bei der Arbeit mit Bildern allerdings nicht aus, IPTC-Daten nur lesen oder schreiben zu können, sondern auch die Auffindbarkeit von mit IPTC-Daten versehenen Bildern anhand der hinterlegten Daten ist gewünscht. Daher untersuchte Ralf Janaszek im Rahmen einer für den Fachverband BDK – Fachverband für Kunstpädagogik erstellten Erhebung für einen zuletzt 2019 überarbeiteten Beitrag für die Fachzeitschrift BDK-Mitteilungen 21 verschiedene Software-Angebote primär aus dem Low-Budget- und Freeware-Segment hinsichtlich ihrer Fähigkeiten, IPTC-Daten nicht nur lesen und schreiben, sondern auch suchen zu können. Die diesbezüglichen Such-Möglichkeiten sind – sofern vorhanden – dann durch die Software selbst oder aber durch deren Verbindung zu einer externen Datenbank gegeben.

## Umgang mit Metadaten
Online-Communitys und Online-Fotodienste behandeln IPTC- (und Exif-)Metadaten hochgeladener Bilddateien unterschiedlich, sowohl bei der Darstellung im Web, als auch in den Fällen, in denen sich Benutzer dazu entscheiden, Bilder aus dem Online-Angebot herunterzuladen. Der Umfang der Metadaten heruntergeladener Fotos ist unterschiedlich, er reicht von „alle Metadaten bleiben erhalten“ bis zu „alle Metadaten werden gelöscht“. Beispiele:
- Facebook übernimmt beim Upload von Fotos den Titel einer Bilddatei („Titel“ entspricht Objektname, nicht Überschrift) sowie Beschreibung und erstellt daraus ein kombiniertes Titel-/Beschreibung-Feld. Andere Metadaten werden nicht dargestellt. Beim Foto-Download werden alle IPTC- und Exif-Metadaten gelöscht, mit Ausnahme von Ersteller und Urheberrechtsvermerk. Facebook fügt den Bildern eigene Metadaten hinzu, die auch beim Foto-Download bestehen bleiben. In den ITPC Feldern „Original Transmission Reference“ und „Special Instructions“ werden vermutlich nutzerbezogene Daten kodiert abgelegt.[8]
- Flickr bietet eine Funktion „EXIF anzeigen“ an, sie stellt Exif- und IPTC-Metadaten dar. Beim Fotodownload bleiben Metadaten nur erhalten, wenn das Bild in voller Größe heruntergeladen wird – bei jeder kleineren Größe werden alle Metadaten gelöscht. Schlüsselwörter, die man im Webinterface hinzufügen kann, werden nicht in den IPTC-Header zurückgeschrieben.
- Pinterest stellt nach dem Upload keine Metadaten dar. Beim Fotodownload bleiben alle IPTC- und Exif-Metadaten erhalten.

Im professionellen Bildjournalismus werden u. a. Vermerke zur Urheberschaft (in den Feldern Ersteller, Anbieter, Quelle) und zu Urheberrechten (Urheberrechtsvermerk) von Fotografen, Grafikern und Agenturen in den IPTC-Metadaten hinterlegt. Der Abschluss der Lieferkette vom Autor (Fotograf/Grafiker) bis zur Präsentation der Bilder auf Webseiten von (beispielsweise) Zeitschriften- und Magazinverlagen lässt sich auf zwei Arten des Umgangs mit den Metadaten kategorisieren: Bewahrung oder Entfernung (Stand der Untersuchung: Oktober 2014). Beispiele:
- Bewahrung: Spiegel Online
- Entfernung: Frankfurter Allgemeine Zeitung, Süddeutsche Zeitung, Zeit Online, Focus Online, Stern, Bild, Heise online, Le Monde, The New York Times, The Times

## Metadaten und Urheberrecht
Die Pflege von IPTC-Metadaten zur Urheberschaft im Feld „Copyright Notice“ empfiehlt sich für Rechteinhaber wie Fotografen, Grafiker oder Bild- und Nachrichtenagenturen, um ihre eigene Urheberschaft belegen zu können.
Das deutsche Urheberrecht stellt diese Daten mittels einer besonderen Vorschrift unter Schutz (§ 95c Urheberrechtsgesetz, „Schutz der zur Rechtewahrnehmung erforderlichen Informationen“). Nach dieser Vorschrift dürfen „von Rechtsinhabern stammende Informationen für die Rechtewahrnehmung“ nicht entfernt oder verändert werden. Wenn die Informationen für die Rechtewahrnehmung unbefugt entfernt oder geändert wurden, dürfen sie nicht wissentlich unbefugt verbreitet, zur Verbreitung eingeführt, gesendet, öffentlich wiedergegeben oder öffentlich zugänglich gemacht werden.
Fotografen, Grafiker und Agenturen nehmen daher häufig entsprechende Vermerke in die Metadaten ihrer Bilder auf. Durch eine spezielle vertragliche Klausel können sie sicherstellen, dass die digitale Weiterverbreitung nur mitsamt den Metadaten erfolgen darf.
2016 erstritt der Fotografenverband Freelens vor dem Landgericht Hamburg ein Urteil (Az.: 308 O 48/15), nach welchem Facebook die IPTC-Metadaten beim Hochladen von Fotos nicht mehr automatisch entfernen darf.

## IPTC-Felder
Die Datenrepräsentation des IPTC-IIM wird als „IPTC-Daten“, „IPTC-Felder“ oder „IPTC-Header“ bezeichnet.

 Ein Nachrichtenobjekt (oder auch „Objekt“) kann beispielsweise ein Bild (Foto/Scan/Grafik), ein Text (Nachrichtenmeldung), eine Audio-/Video-Datei oder eine Kombination dieser Objekte sein.
| IPTC-Feld englisch              | IPTC-Feld deutsch              | Beschreibung | Beispiel Beispielbild | Zeichen max.                                                                 | IPTC-Code |
| ------------------------------- | ------------------------------ | --- | --- | ---------------------------------------------------------------------------- | --------- |
| Envelope Record                 |                                | | |                                                                              |           |
| File Format                     | Dateiformat                    | Eine Zahl, die das Dateiformat repräsentiert. Die Information wird genutzt, um die Daten in einem empfangenden System zu einem zuständigen Teil zu leiten und diesem zu erlauben, die dazu passende Aktion auszuführen. Beispiele: - „11“ für JPEG-Bilddateien - „23“ für MP3-Audiodateien - „25“ für NITF-formatierte Nachrichten | 11 | 2                                                                            | 1:20      |
| Coded Character Set             | Zeichenkodierung               | Beispiele: - „ESC ( B“ für ASCII - „ESC. A“ für ISO 8859-1 („Latin-1“) - „ESC % G“ für UTF-8 (Unicode) | ESC % G | 32                                                                           | 1:90      |
| Application Record              |                                | | |                                                                              |           |
| Object Name                     | Objekt-Name                    | Kurzreferenz auf das Objekt, kann Dateiname sein. Änderungen an bestehenden Daten, wie z. B. aktualisierte Berichte oder neue Bildausschnitte, sollten in Bearbeitungsstand bezeichnet werden. | 2007-05-23 - IMG_8393.CR2 | 64                                                                           | 2:05      |
| Edit Status                     | Bearbeitungsstand              | Status des Nachrichtenobjekts, entsprechend der Praxis des Anbieters. | Korrektur | 64                                                                           | 2:07      |
| Urgency                         | Dringlichkeit                  | Spezifiziert die redaktionelle Dringlichkeit des Inhalts. „1“ ist die höchste Dringlichkeit, „5“ die normale und „8“ die niedrigste; „9“ und „0“ sind für Künftiges reserviert. | 5 | 1                                                                            | 2:10      |
| Category                        | Kategorie                      | Kategorie (abgekündigt); Beispiele: - „ACE“ für Arts, Culture and Entertainment - „EDU“ für Education - „SPO“ für Sport | ACE | 3                                                                            | 2:15      |
| Supplemental Category           | Andere Kategorien              | Frei wählbare Kategorien (abgekündigt) | Architektur, Gotik, Neugotik | Beliebig viele Kategorien, jede max. 32 Zeichen lang                         | 2:20      |
| Keywords                        | Stichwörter                    | Stichwörter, die ausdrücken, worum es im Inhalt geht. Stichwörter können beliebiger Text sein und müssen nicht von einem feststehenden Vokabular genommen werden. Es wird erwartet, dass ein Anbieter von verschiedenen Arten von Daten, die in der Gegenstands-Materie zusammengehörig sind, dasselbe Stichwort benutzen, damit das empfangende System oder Sub-System über alle Arten von Daten nach betreffendem Material suchen kann. | architecture, Architektur, Cologne, Cologne Cathedral, Dach, facade, Fassade, flying buttress, Köln, Kölner Dom, roof, Strebebogen | Beliebig viele Stichwörter, jedes max. 64 Zeichen lang, auch mit Leerzeichen | 2:25      |
| Special Instructions            | Spezielle Anweisungen          | Weitere redaktionelle Anweisungen bezüglich des Gebrauchs der Nachrichtenobjekte, wie z. B. Sperrfristen, Nutzungsbeschränkungen oder Warnungen | Nicht zum Verkauf freigegeben, Veröffentlichung erst nach Abschluss des Papst-Besuchs | 256                                                                          | 2:40      |
| Date Created                    | Erstellungsdatum               | Erstellungsdatum in der Form JJJJMMTT. Folgt dem ISO-8601-Standard. Unbekannte Daten werden mit „00“ ausgedrückt. Gibt das Datum der Erstellung des geistigen Inhalts des Nachrichtenobjekts an und nicht das Datum der Erstellung der Datei mit den physischen Daten. Daher würde ein Foto, das während des Amerikanischen Bürgerkriegs aufgenommen wurde, ein Erstellungsdatum aus dieser Epoche (1861–1865) tragen, nicht das Datum, an dem das Foto zur Archivierung digitalisiert wurde. Beispiel: - „18630127“ bedeutet, dass der geistige Inhalt am 27. Januar 1863 erstellt wurde | 18801015 | 8                                                                            | 2:55      |
| Time Created                    | Erstellungsuhrzeit             | Erstellungsuhrzeit in der Form HHMMSS±HHMM (Zeit ± Zeitzonenkorrektur gegenüber UTC). Folgt dem ISO-8601-Standard. Gibt die Zeit der Erstellung des geistigen Inhalts des Nachrichtenobjekts an und nicht unbedingt die Zeit der Erstellung der Datei mit den physischen Daten. Falls die Uhrzeit nicht genau bestimmt werden kann, sollte die beste Näherung vorgenommen werden. Beispiel: - „133015+0100“ bedeutet, dass der geistige Inhalt um 13:30 Uhr und 15 Sekunden erstellt wurde, in der Zeitzone „UTC +1“ (= MEZ)                                                              | 120000+0100 | 11                                                                           | 2:60      |
| Digital Creation Date           | Digitalisierungsdatum          | Digitalisierungsdatum in der Form JJJJMMTT. Folgt dem ISO-8601-Standard. Gibt das Datum an, an dem die digitale Repräsentierung erstellt wurde. Daher würde ein Foto, das während des Amerikanischen Bürgerkriegs aufgenommen wurde, ein Erstellungsdatum der letzten Jahre tragen, nicht ein Datum aus dieser Epoche (1861–1865), an dem das Foto auf Film, Glasplatte oder andere Substrate aufgenommen wurde. Beispiel: - „19900127“ bedeutet, dass die digitale Repräsentierung des Objekts am 27. Januar 1990 erstellt wurde                                                         | 20070523 | 8                                                                            | 2:62      |
| Digital Creation Time           | Digitalisierungsuhrzeit        | Digitalisierungsuhrzeit in der Form HHMMSS±HHMM (Zeit ± Zeitzonenkorrektur gegenüber UTC). Folgt dem ISO-8601-Standard. Gibt die Uhrzeit an, zu der die digitale Repräsentierung erstellt wurde. Beispiel: - „133015+0100“ bedeutet, dass die digitale Repräsentierung des Objekts um 13:30 Uhr und 15 Sekunden erstellt wurde, in der Zeitzone „UTC +1“ (= MEZ) | 172917+0100 | 11                                                                           | 2:63      |
| Originating Program             | Ursprungsprogramm              | Identifiziert das Computerprogramm, mit dem das Nachrichtenobjekt erzeugt wurde. Beispiele: - „WordPerfect“ - „Adobe Photoshop“ | Adobe Photoshop Lightroom | 32                                                                           | 2:65      |
| By-line                         | Ersteller                      | Name des Nachrichtenobjekt-Erstellers, z. B. Autor, Fotograf oder Grafiker; „Namenszeile“ („by-line“) in dem Sinne, wie der Ersteller bei Publikation in einer Zeile bei dem Nachrichtenobjekt genannt wird | Erika Mustermann | 32                                                                           | 2:80      |
| By-line Title                   | Ersteller-Titel                | Titel des/der Nachrichtenobjekt-Ersteller(s), also der Person(en), die im Feld Ersteller aufgeführt ist/sind, typischerweise Berufsbezeichnung. Soll bei Publikation hinter die Ersteller-Angabe gesetzt werden. Da das eine ergänzende Angabe zum Ersteller-Feld ist, muss dieses zwingend ausgefüllt werden, bevor hier etwas eingetragen werden darf. Beispiele: - „Porträtfotograf“ - „Korrespondent“ | Architektur-Fotografin | 32                                                                           | 2:85      |
| City                            | Stadt/Ort                      | Identifiziert die Stadt oder Ortschaft der Nachrichtenobjekt-Herkunft, gemäß festgelegter Richtlinien des Erstellers. Beispiele: - „Zürich“ - „Mailand“ - „New York“ | Köln | 32                                                                           | 2:90      |
| Sublocation                     | Ortsdetail                     | Identifiziert die Lage innerhalb einer Stadt oder Ortschaft der Nachrichtenobjekt-Herkunft, gemäß festgelegter Richtlinien des Erstellers. Beispiele: - „Schanzenviertel“ - „Olympiastadion“ - „Beethovenhalle“ | Domkloster 4 | 32                                                                           | 2:92      |
| State/Province                  | Bundesland/Kanton              | Identifiziert das Bundesland bzw. den Kanton der Herkunft, gemäß festgelegter Richtlinien des Erstellers. Beispiele: - „Baden-Württemberg“ - „Graubünden“ - „Sussex“ | Nordrhein-Westfalen | 32                                                                           | 2:95      |
| Country/Primary Location Code   | ISO-Ländercode                 | Bezeichnet das Länderkürzel des Landes, in dem das Nachrichtenobjekt erstellt wurde, z. B. wo ein Foto erstellt wurde oder ein Ereignis stattfand. Der Code soll aus den in ISO 3166 spezifizierten zwei- oder dreibuchstabigen Codes genommen werden (für Deutschland: DE oder DEU). Der vollständige Name des Landes soll in Land eingetragen werden. Beispiele: - „USA“ (Vereinigte Staaten) - „FRA“ (Frankreich) - „XUN“ (Vereinte Nationen) | DE | 2 oder 3                                                                     | 2:100     |
| Country                         | Land                           | Bezeichnet den vollen, publizierbaren Namen des Landes, in dem das Nachrichtenobjekt erstellt wurde, z. B. wo ein Foto erstellt wurde oder ein Ereignis stattfand, gemäß festgelegter Richtlinien des Erstellers. Der vollständige Name soll als sprachliche Bezeichnung ausgedrückt werden und nicht als ein Code, denn ein Code soll in ISO-Ländercode eingetragen werden. | Deutschland | 64                                                                           | 2:101     |
| Original Transmission Reference | Original-Übertragungs-Referenz | Ein Code, der den Ort der Original-Übertragung repräsentiert, entsprechend der Praxis des Anbieters. Beispiele: - „BER-5“ - „PAR-12-11-01“ | em1234 | 32                                                                           | 2:103     |
| Headline                        | Überschrift                    | Ein publizierbarer Eintrag, der eine Kurzfassung des Inhalts des Nachrichtenobjekts darstellt. Beispiel: - „Lindbergh landet in Paris“ | Fassade des Kölner Doms | 256                                                                          | 2:105     |
| Credit                          | Anbieter                       | Identifiziert den Anbieter des Nachrichtenobjekts, nicht notwendigerweise den Eigentümer bzw. Ersteller | Muster-Foto GmbH | 32                                                                           | 2:110     |
| Source                          | Quelle                         | Der Name einer Person oder eines Beteiligten, die/der eine Rolle in der Lieferkette hat. Das kann eine Agentur, das Mitglied einer Agentur, eine Einzelperson oder eine Kombination sein. Die Quelle kann sich unterscheiden vom Ersteller und von den Einträgen in dem Urheberrechtsvermerk. | Muster-Foto/Erika Mustermann | 32                                                                           | 2:115     |
| Copyright Notice                | Urheberrechtsvermerk           | Enthält jeglichen notwendigen Urheberrechtsvermerk | © Copyright 2014 Erika Mustermann, all rights reserved | 128                                                                          | 2:116     |
| Contact                         | Kontakt                        | Identifiziert die Person oder Organisation, die weitere Hintergrund-Informationen zum Nachrichtenobjekt liefern kann. | Erika Mustermann | 128                                                                          | 2:118     |
| Caption/Abstract                | Beschreibung                   | Eine textuelle Beschreibung des Nachrichtenobjekts; wird speziell dann benutzt, wenn das Objekt kein Text ist. | Ansicht von Fassade, Dach und Strebebögen des Kölner Doms an der Nordseite. Der Kölner Dom zählt zu den weltweit bedeutendsten Kathedralen im gotischen Baustil. Viele Kunsthistoriker sehen in ihm eine einmalige Harmonisierung sämtlicher Bauelemente und des Schmuckwerks im Stil der spätmittelalterlich-gotischen Architektur verwirklicht. Wichtig zum Verständnis ist die Tatsache, dass der Baubeginn des Kölner Doms zwar ins 13. Jahrhundert fällt (Gotik), der Dom aber erst im 19. Jahrhundert nach jahrhundertelangem Baustopp vollendet wurde (Neugotik). Das Ende des Dombaus wurde am 15. Oktober 1880 mit einem Fest gefeiert, das Wilhelm I. als Mittel zur öffentlichen Repräsentation und als identitätsstiftendes Element des neun Jahre zuvor gegründeten Reiches nutzte. | 2000                                                                         | 2:120     |
| Writer/Editor                   | Autor/Redakteur                | Identifikation des Namens der Person, die im Schreiben, Bearbeiten und Korrigieren des Nachrichtenobjekts oder der Beschreibung involviert ist. | Max Mustermann | 32                                                                           | 2:122     |

## Zeichenkodierung
Der IPTC-IIM-Standard schreibt keine bestimmte Zeichenkodierung vor, sondern ermöglicht es, Daten in verschiedenen Zeichenkodierungen zu speichern. Der Standard sieht vor, dass die verwendete Kodierung im Feld Zeichenkodierung angegeben wird. Tatsächlich ignorieren jedoch einige Anwendungen dieses Feld und nehmen stattdessen an, die Daten seien in einer bestimmten Kodierung geschrieben worden – das kann z. B. die Latin-1-Zeichenkodierung ISO 8859-1 oder UTF-8 sein. Manche Anwendungen gehen sogar von einer Kodierung in der stark eingeschränkten ASCII-Zeichenkodierung aus. Für den Anwender ergibt sich daraus die Notwendigkeit zu überprüfen, ob die Kodierungen der verwendeten Programme zueinander kompatibel sind.